# Sheng Lihao
Sheng Lihao (盛李豪; 4 de dezembro de 2004) é um atirador esportivo chinês, campeão olímpico.

## Carreira
Lihao participou dos Jogos Olímpicos de Verão de 2020 em Tóquio, nos quais disputou a prova de carabina de ar 10 m, conquistando a medalha de prata após totalizar 250.9 pontos.
Em 27 de julho de 2024, ao lado de Huang Yuting, obteve o ouro na carabina de ar 10 m misto nos Jogos Olímpicos em Paris. Dois dias depois, foi campeão da carabina de ar 10 m individual no mesmo evento e estabeleceu o novo recorde olímpico da prova com 252,2 pontos.